# Jezioro Kłokowskie
Jezioro Kłokowskie – jezioro na Pojezierzu Drawskim, położone w województwie zachodniopomorskim, w powiecie świdwińskim, w gminie Połczyn-Zdrój.
Powierzchnia jeziora wynosi według różnych źródeł od 23,58 ha do 24,3 ha. Lustro wody jeziora znajduje się na wysokości 154,5 m n.p.m.. Przez jezioro przepływa struga Wogra, która wpada od zachodniego brzegu, a wypływa od wschodniego.
Jezioro Kłokowskie znajduje się w Drawskim Parku Krajobrazowym oraz w obszarze specjalnej ochrony ptaków Ostoja Drawska. Przy północnej części jeziora znajduje się Wiatraczna Góra o wysokości 203,1 m n.p.m. Ok. 0,4 km na północny zachód od jeziora leży osada Kłokowo.
Nazwę Jezioro Kłokowskie wprowadzono urzędowo w 1949 roku, zastępując poprzednią niemiecką nazwę Klockow See.